# Dluh
Dluh označuje povinnost splnit závazek, to co je někdo někomu povinen vyrovnat, protože si to dříve vypůjčil, za odebrané zboží či službu (ještě) nezaplatil atd. Je to předmět vztahu mezi věřitelem a dlužníkem, který zahrnuje oprávnění věřitele a povinnost dlužníka, aby dluh vyrovnal. Z hlediska věřitele se tento vztah označuje jako pohledávka, to znamená, že pohledávka je oprávnění věřitele požadovat od dlužníka vyrovnání dluhu, tedy takzvané plnění.
Dluh bývá často chápán jako určitá peněžní částka, ale může jít i o povinnost jiného plnění. Obvykle se prokazuje písemným potvrzením (směnkou, dluhopisem) dlužníka věřiteli a bývá doprovázen splátkovým kalendářem, který stanoví, jak se bude splácet. Dluh vzniká na základě nějakého právního titulu: půjčkou (úvěrem), nákupem s odloženou platbou etc. Dlužník tak získává prostředky nebo komodity, které splatí až později, většinou však za půjčené prostředky platí navíc úrok. Je-li dlužník v prodlení, opožděním platby a podobně, mění se pohledávka na (vymahatelný) nárok.

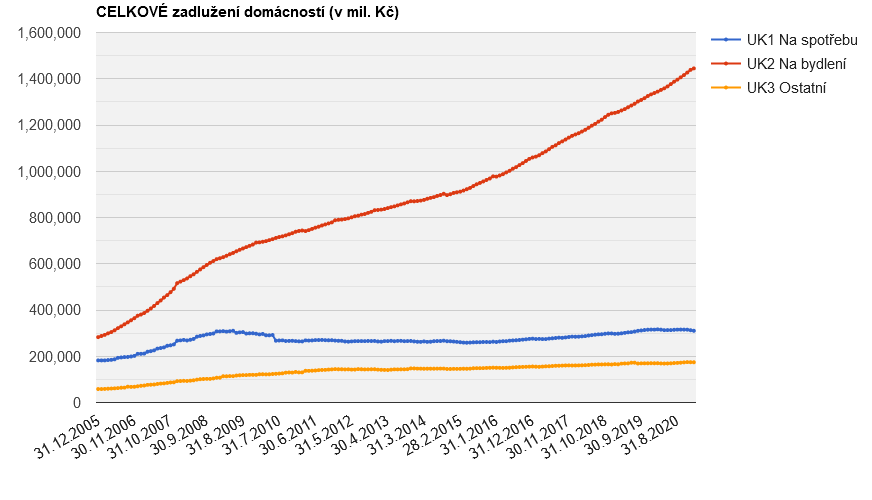
Zadlužení domácností v ČR: červený (horní) graf je zadlužení na bydlení, modrý na spotřebu, oranžový na ostatní.

Pro makroekonomii jsou důležitými veličinami:
- Státní dluh: kumulované zadlužení státu
- Veřejný dluh: kumulované zadlužení státu, krajů a obcí
- Zahraniční dluh: dluhy vůči zahraničním subjektům
- vnitřní dluh: neúdržba
- technologický dluh: neinovování
- architektonický dluh: zastaralý design inf. systémů

Při dovozu či vývozu zboží se clo, daň a jiné poplatky, které je nutno zaplatit, označuje jako celní dluh.
Dluh je historicky spjat s otroctvím (v Mezopotámii byla většina otroků z důvodu dluhu). Proto někteří vnímají současné zadlužování jako novodobé otroctví či neokolonialismus.